# お師匠さんは名探偵
『お師匠さんは名探偵』（おししょうさんはめいたんてい）は、1983年から1984年までTBS系「ザ・サスペンス」で放送されたテレビドラマシリーズ。全2回。主演は杉村春子。主演の杉村をはじめ、文学座の所属者が多く出演しているのが特徴。

## キャスト

### 主要人物
お多加
演 - 杉村春子
三味線の師匠。
調布
演 - 江守徹
刑事。
- 加藤武

### ゲスト
第1作『三味線殺人事件』
- 富太郎 - 峰岸徹
- 荒木道子、北村和夫、三浦真弓、坂上味和、高原駿雄、小瀬格、たしろ之英子、矢吹寿子、神谷和夫、菅生隆之、林秀樹、脇田茂、平野正人、斎藤志郎、坂口芳貞、藤堂陽子、石田圭祐、緑川政博、南一恵、戸井田稔、外山誠二、永田紀美子、花垣嘉秀、吉田秀樹、前坂信行、小野田栄一、北島京子、岩崎裕美枝、藤崎周平、笹山栄一、大木史朗、寄山弘、村上幹夫、相沢治夫、和泉喜和子、酒井郷博、竹内靖、荒瀬寛樹、岡田和子、宇佐美ゆふ、金野恵子

第2作『からみ合う男と女の"怪しい誘惑"連続殺人』
- 新藤恵美、原泉、吉川満子、谷幹一、七尾伶子、勝部演之、有馬昌彦、北村総一朗、宗近晴見、友直子、高原駿雄、川辺久造、矢吹寿子、新橋耐子、神谷和夫、大滝寛、佐々木敏、中平良夫、石田登星、木下浩之、坂田有規、脇田茂、鵜沢秀行、熟田一久、田村勝彦、鷹尾秀敏、山本優子、永田紀美子

## スタッフ
- 原作 - 野坂昭如
- 企画 - 逸見稔、樋口祐三
- 音楽 - 小六禮次郎
- 脚本 - 田口耕三
- 演出 - 山田高道
- 監督 - 瀬木宏康
- 長唄 - 吉住会、吉住小三次郎
- 三味線指導 - 三升延八重
- プロデューサー - 中村和則、山本典助
- 制作協力 - 文学座
- 制作 - TBS、オフィス・ヘンミ

## 放送日程
| 話数 | 放送日        | サブタイトル                           |
| ---- | ------------- | -------------------------------------- |
| 1    | 1983年3月12日 | 三味線殺人事件                         |
| 2    | 1984年2月4日  | からみ合う男と女の"怪しい誘惑"連続殺人 |

## 映像ソフト化
2022年7月29日、ベストフィールドよりDVDが発売。